# 아르카디아 (이상향)

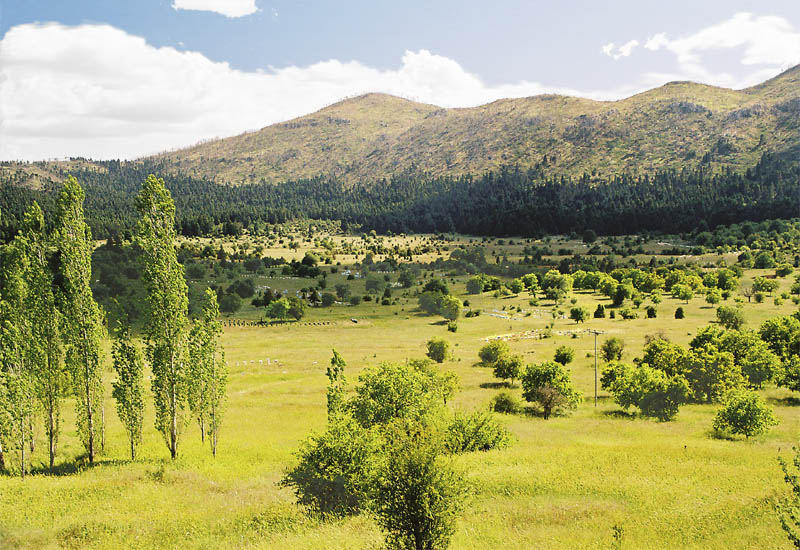
현재의 아르카디아 지방

아르카디아(Ἀρκαδία/ Arcadia, Arkadia)는 그리스의 펠로폰네소스반도에 있는 지역의 이름이다. 그리스 신화에 등장하는 제우스와 칼리토스의 아들 아르카스에서 유래한 이름으로, 고대부터 이 이름으로 불렸다. 목동의 신이 판(신화)이 다스리는 곳으로 목축업으로 생계를 잇는 목자들의 땅이었다.
로마 시인 베르길리우스가 《목가집》에서 이 땅을 사랑과 우정이 넘치는 이들이 자연과 더불어 평화롭게 살아가는 목자들의 유토피아로 묘사하면서, 이상향의 대명사가 되었다. 
명칭은 영어풍으로 아르케이디아, 아카디아, 아케이디아 등으로 표기되는 경우도 있다. 알파벳 철자는 Arcadia와 Arkadia의 2종이 혼재한다.
실제 아르카디아 지방은 현재의 아르카디아현에 해당한다.

## 실제 지명
펠로폰네소스반도 중부에 있는 지역으로, 농경에 적합하지 않은 궁핍한 산악 지대이다. 그러나 후대에 사람들은 이곳을 목자의 낙원으로 이상화했다. 이곳에 목축을 기반으로 하는 만티네이아, 테게아 등의 폴리스가 있었다. 기원전 4세기 아르카디아 동맹이 성립하면서 그 중심지에 메갈로폴리스가 건설되었다.
현대의 행정 구분으로는 아르카디아 현에 해당된다. 현의 행정 중심지는 트리폴리다.

## 이상향

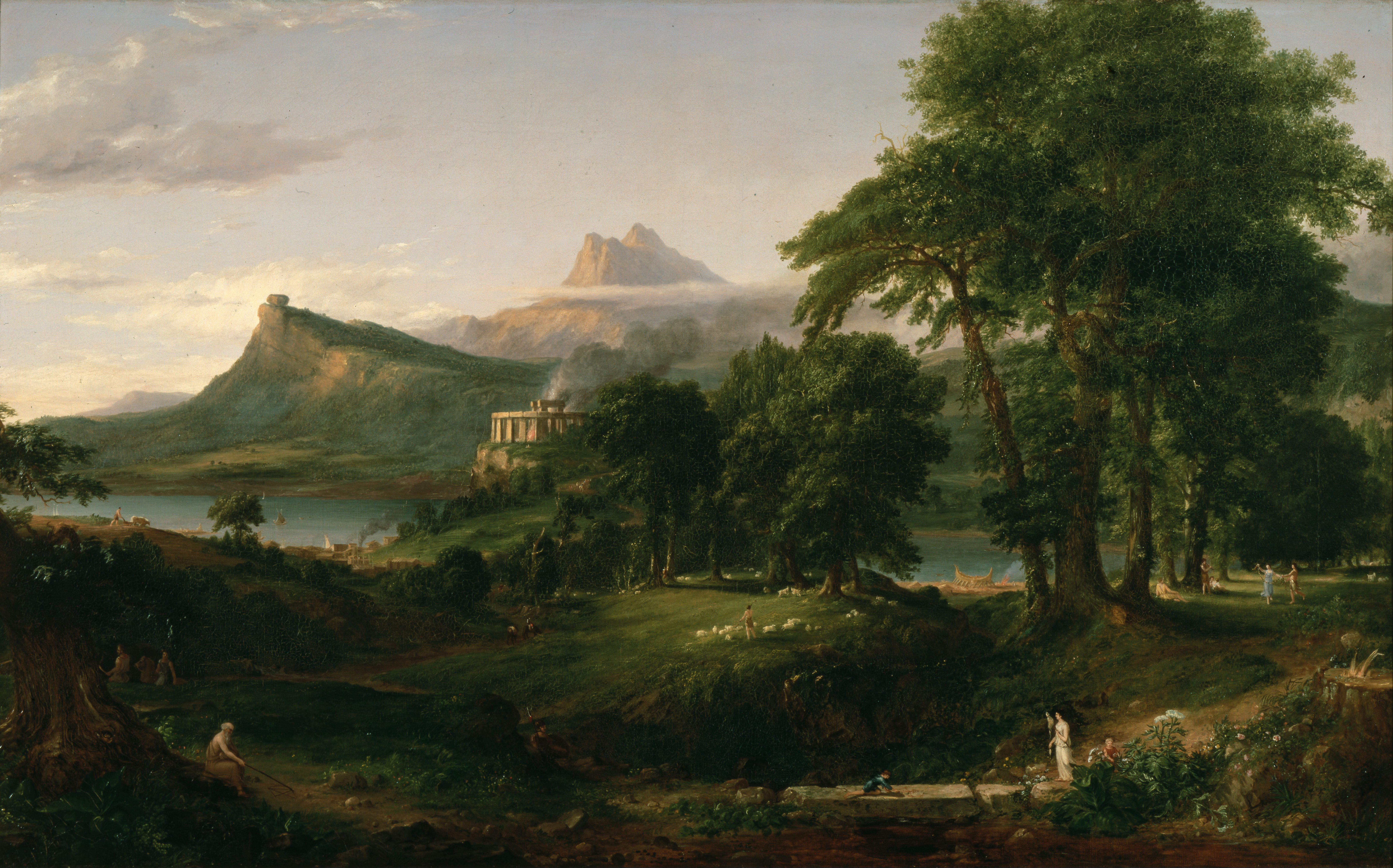
이상향으로서의 아르카디아의 이미지. 토머스 콜의 연작 회화 「제국의 추이」에서 「목가적인 상태」The Arcadian or Pastoral State(1836년)

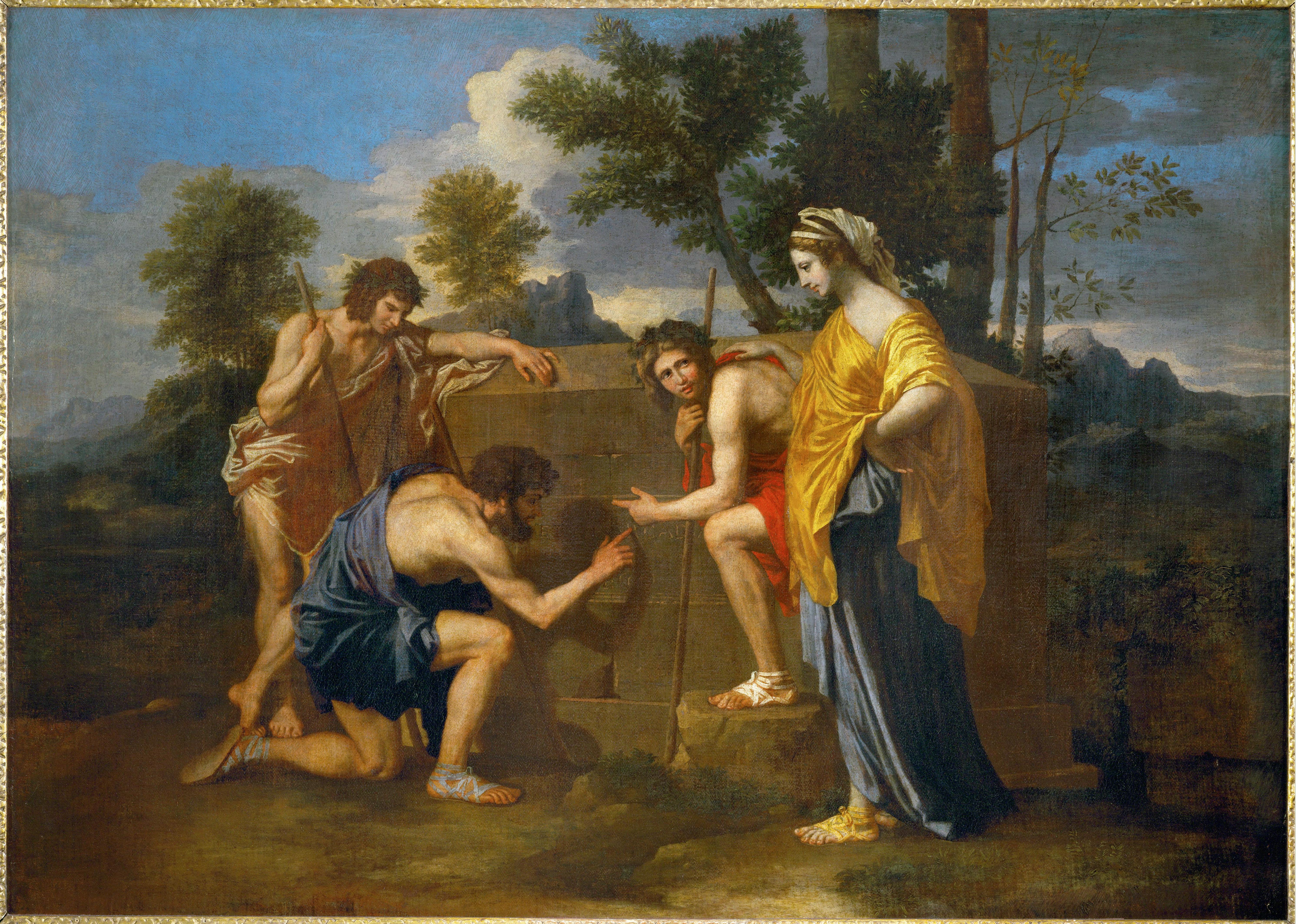
니콜라 푸생의 「아르카디아의 목자들」(1637년-1638년)

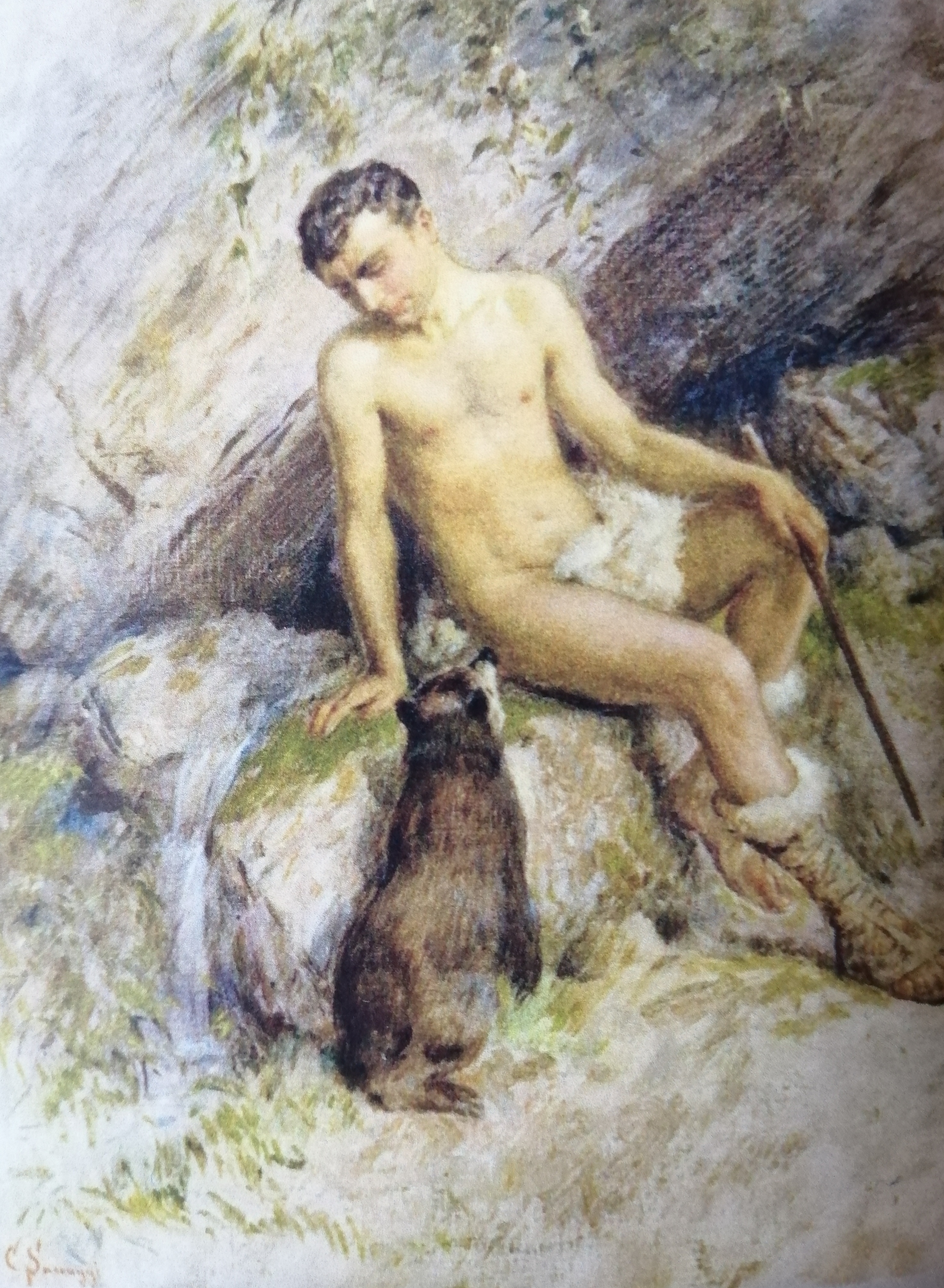
Arcadia의 목자-목가적인 환경의 목자, 이탈리아 화가 Cesare Saccaggi da Tortona의 작품.

유토피아·이상향·목가적인 낙원·이상적 전원의 대명사적인 의미는, 낙원 전승으로부터 생겼다. 
라틴어의 명언인, Et in Arcadia ego란, 「나(사신)는 아르카디아에도 있다」는 의미이며, 삶의 무상함과 죽음의 불가피성을 말한 메멘토 모리의 일례이다.

### 미술
- 「아르카디아의 목자들」은 바로크 시대의 프랑스의 화가 니콜라 푸생의 대표작. 묘석에 라틴어로 "Et In Arcadia Ego"(나는 아르카디아에도 있다)라고 쓰인 것을 목자들이 들여다보면서 구상에 빠진 모습을 그렸다. "Et In Arcadia Ego"(나는 아르카디아에도 있다)는 바꾸면 "I Tego Arcana Dei"(떠나라! 나는 신의 비밀을 숨겼다!)가 되기 때문에 성배의 열쇠로 되어 있다. 성배 전설 참조.
- 잉글랜드, 스탄포드샤의 리치 필드가의 정원에 있던 기념 비석은, 니콜라 푸생의 「아르카디아의 목자들」을 기초로 한 경상이다. 이 비석에는 "D.O.V.O.S.V.A.V.V.M"라고 새겨져 있다. 이것은 성배의 열쇠로 되어 있다. 이 암호는 영국의 브렛치리 파크의 암호 연구소의 원해독 반원이며, 나치스 독일이 제2차 세계대전에 개발한 암호기 에니그마를 해독한 올리버 론이 만든 것이다.

## 철자
그리스의 지명은 원래 「Αρκαδία」이다. 그리스어의 κ를 로마자 전사할 때, k와 c가 혼재되었다. 현재, 많은 언어에서 양쪽의 표기가 고루 사용되고 있다.

## 파생어
- '아르카디아의'를 의미하는 영어 Arcadian는, 형용사로는 '목가적인, 순박한'을, 명사로는 아르카디아어, 아르카디아 주민을 의미한다. 또 속어 (미국 영어)로는 게임 센터의 손님이다(어원은 달라, 「아케이드의」로부터 와있다).
- 캐나다의 지명 아카디아는 아르카디아가 어원이라고 말해진다(현지어설도 있다).

## 같이 보기
- 아카디아
- 아르카디아현
- 에덴 동산
- 천년왕국
- 네버랜드
- 별세계

1. ↑  김영숙 (2017). 《신화로 읽고 역사로 쓰는 그리스》. 알파소. 249쪽.